# Standbeeld van Petrus Canisius
Het standbeeld van Petrus Canisius is een gedenkteken in de Nederlandse stad Nijmegen.

## Achtergrond
In 1914 werd het eeuwfeest gevierd van de Sociëteit van Jezus, bekend als de jezuïeten. Uit dankbaarheid wilde men een standbeeld in Nijmegen oprichten "voor onzen grooten landgenoot, en sieraad der Sociëteit, den Zaligen Petrus Canisius". Er werden diverse activiteiten ontplooid om geld in te zamelen. Petrus Canisius (1521-1597) was een Nijmeegs theoloog en de eerste Nederlandse jezuïet. Hij werd zalig verklaard in 1864 en in 1925 volgde de heiligverklaring. Bij de laatste gebeurtenis schonk paus Pius XI hem de eretitel van kerkleraar. Rondom de heiligverklaring werden op verschillende plaatsen in het land Canisiusfeesten georganiseerd, het was een nieuwe impuls om een standbeeld op te richten. 
Eind 1925 werd een prijsvraag uitgeschreven voor een minimaal 3 meter hoog beeld, waarop veertig inzendingen binnenkwamen, waaronder die van Toon Dupuis en Maja Serger van Panhuys. De opdracht werd in het voorjaar van 1926 verstrekt aan beeldhouwer Dupuis. Zijn werk werd in brons gegoten bij de Fonderie Nationale des Bronzes in Sint-Gillis. Het gedenkteken werd geplaatst op een kunstmatige heuvel in het Hunnerpark, waar het op pinkstermaandag 6 juni 1927 werd onthuld door mgr. Arnold Diepen, bisschop van het Bisdom 's-Hertogenbosch.

## Beschrijving
Het bronzen beeld toont Canisius ten voeten uit, gekleed in jezuïetenpij. Hij steunt met zijn rechterhand op de leuning van een curulische zetel, met zijn linkerhand maakt hij een zegenend gebaar.
De twee meter hoge sokkel is gemaakt van Zweeds graniet, dat deels gepolijst en deels opgeruwd is. Een opschrift aan de voorzijde luidt "ST.PETRUS CANISIUS". Aan de achterzijde is een steen geplaatst met de tekst "GEBOREN TE NIJMEGEN 8 MEI 1521/ GESTORVEN TE FREIBURG 21 DECEMBER 1597/HEILIG VERKLAARD EN TOT KERKLERAAR VERHEVEN 21 MEI 1925". 

## Afbeeldingen

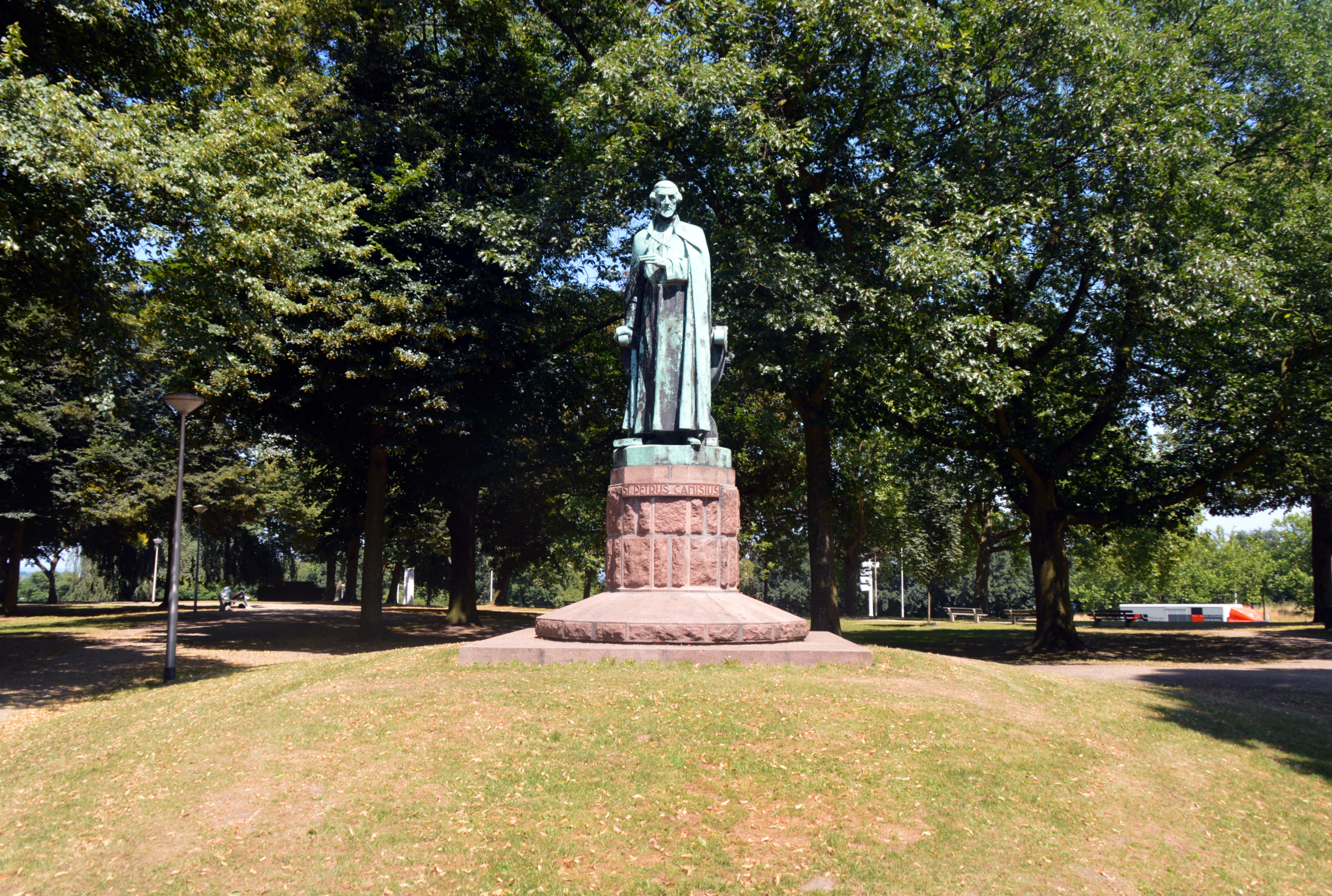
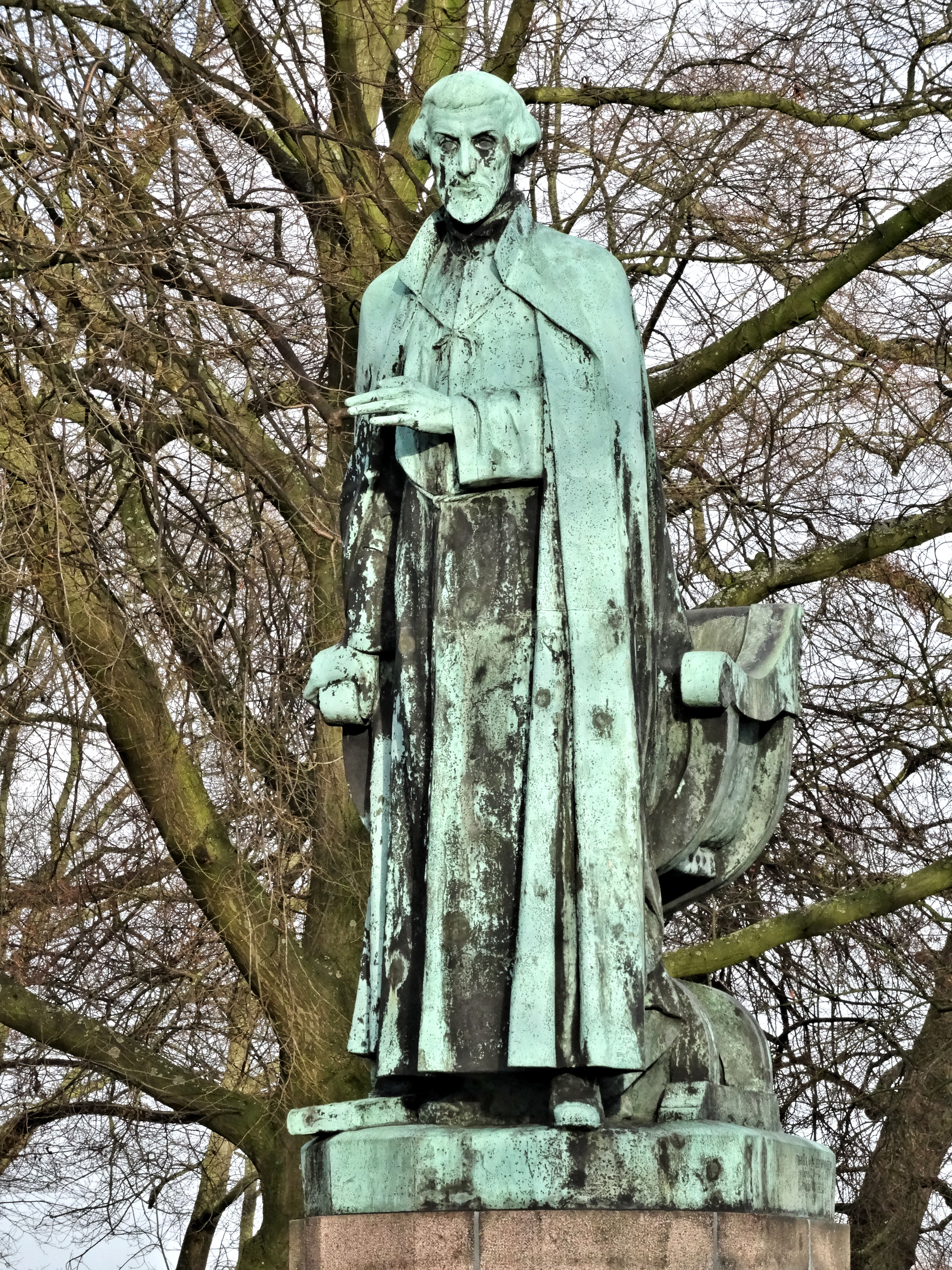
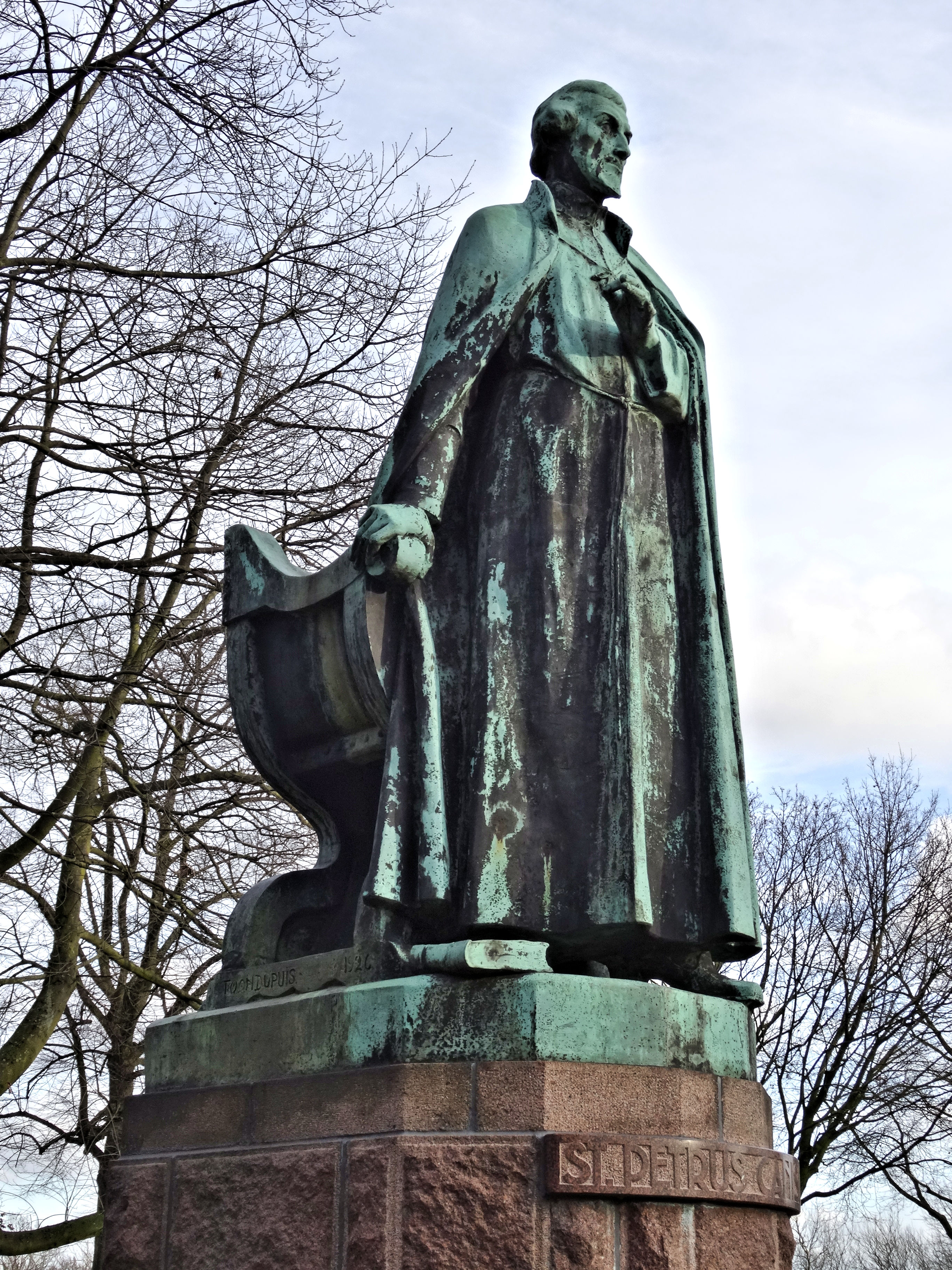
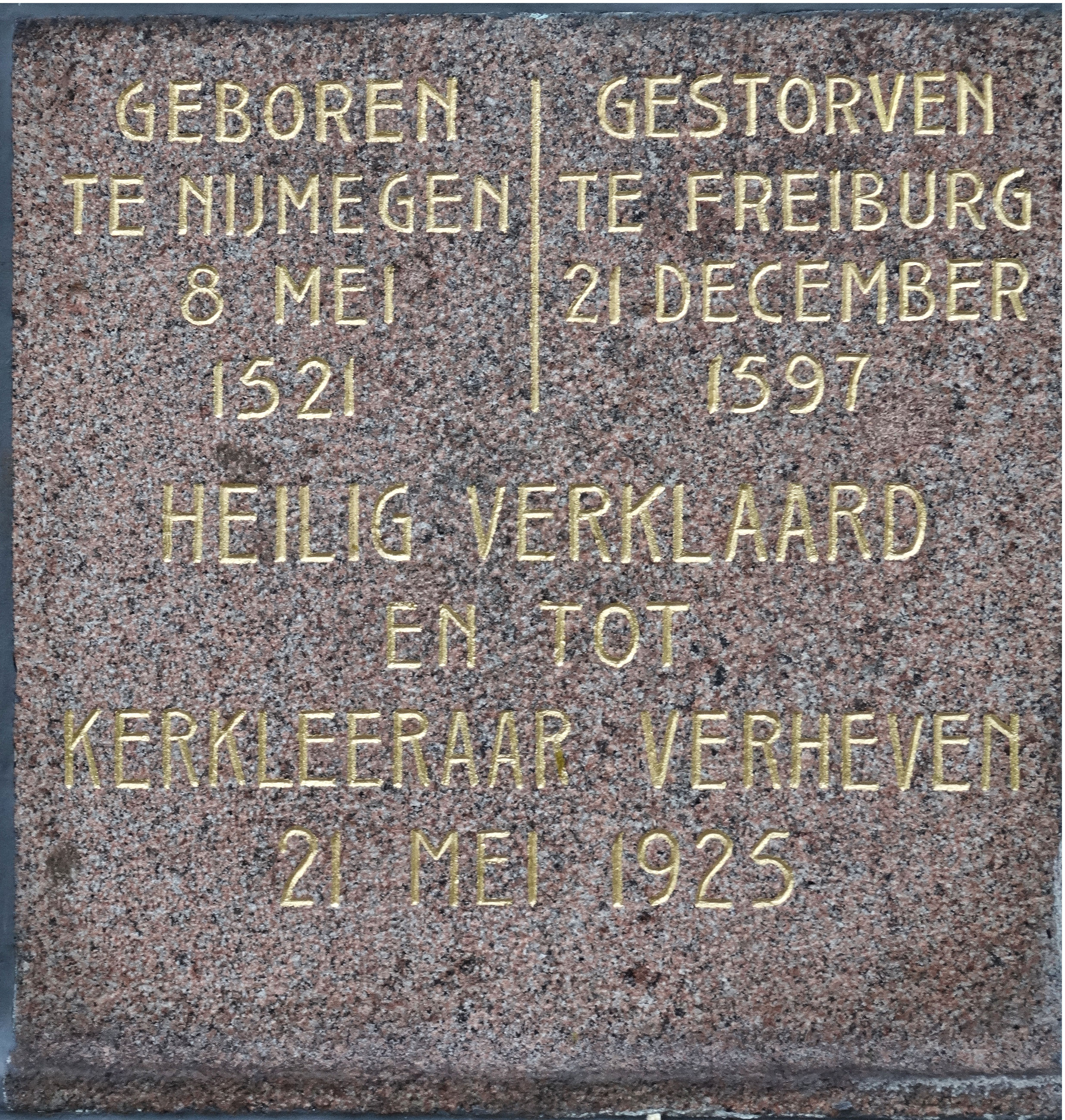
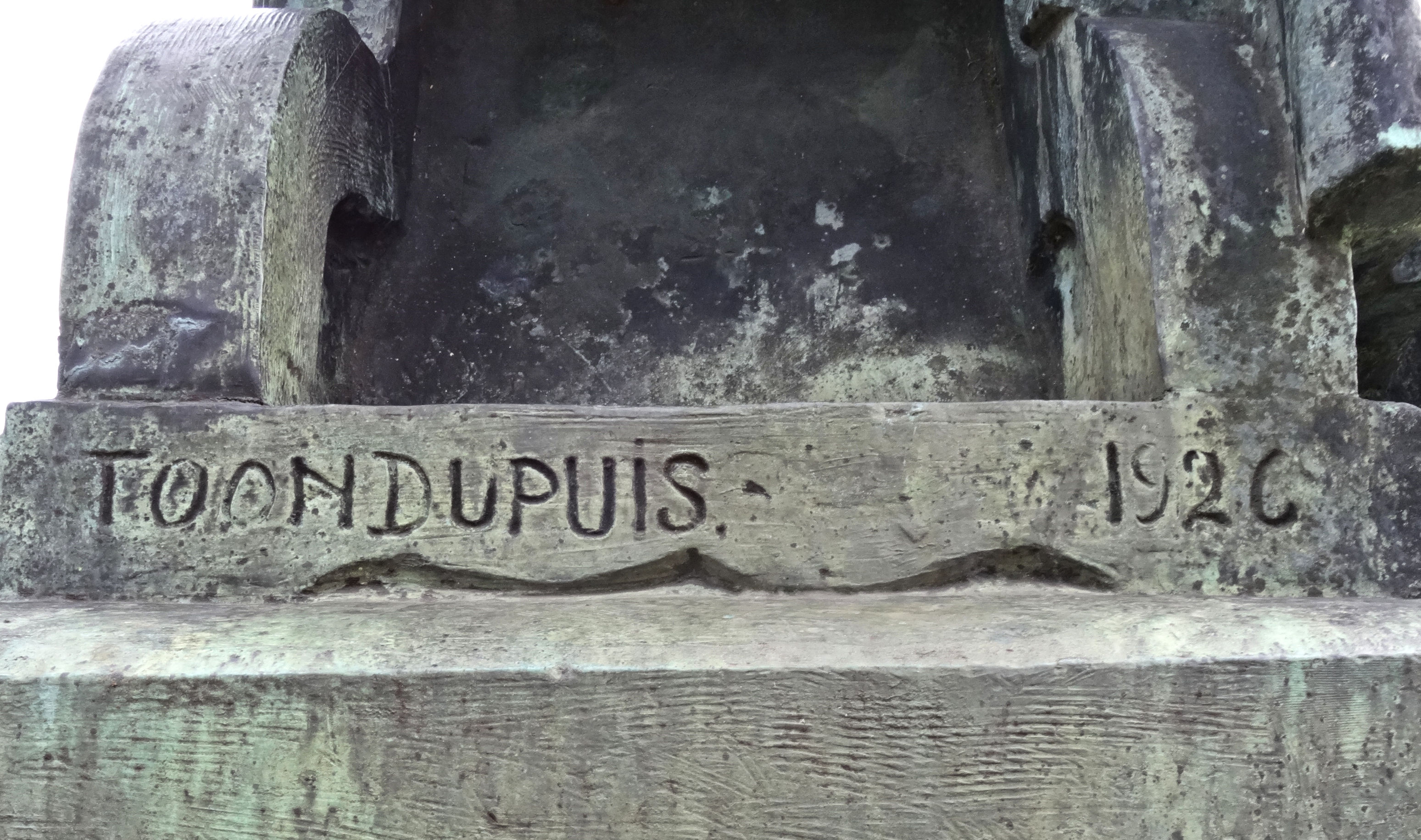

## Waardering
Het standbeeld werd in 2002 als rijksmonument in het Monumentenregister opgenomen, het is "van kunsthistorisch belang als goed en gaaf voorbeeld van een standbeeld uit de tweede helft van de jaren twintig, die opvalt vanwege de hoogwaardige esthetische kwaliteiten van het standbeeld in samenhang met de monumentale, Art-Decoachtige sokkel; van stedenbouwkundige waarde als karakteristiek onderdeel van het Hunnerpark. Het beeld staat op de oorspronkelijke plek, op een terp in het park en is daardoor beeldbepalend vanaf de aan- en oprit naar de Waalbrug en vanaf de Sint Jorisstraat; van cultuurhistorische waarde als bijzondere uitdrukking van het katholieke verleden van Nederland, als monument voor een zestiende-eeuwse Nijmegenaar die werd heilig verklaard in een belangrijke periode van de emancipatie van het katholieke volksdeel."